# Edmund Coffin
Edmund Sloane Coffin, detto Tad (Toledo, 9 maggio 1955), è un cavaliere statunitense.

## Palmarès
| Anno | Manifestazione          | Sede      | Evento                      | Risultato |
| ---- | ----------------------- | --------- | --------------------------- | --------- |
| 1976 | Giochi olimpici         | Montréal  | Completo individuale        | Oro       |
| 1976 | Giochi olimpici         | Montréal  | Completo a squadre          | Oro       |
| 1978 | Mondiali di equitazione | Lexington | Concorso Completo a squadre |           |
| 1975 | Giochi panamericani     | Montréal  | Completo individuale        |           |
| 1975 | Giochi panamericani     | Montréal  | Completo a squadre          |           |